# Río Attawapiskat
El río Attawapiskat (del inglés: 'Attawapiskat River') es un largo río de Canadá que discurre por la provincia de Ontario. Fluye hacia el este desde el lago Attawapiskat y desemboca en la bahía de James. Tiene 784 km de longitud —uno de los más largos de Ontario— y drena una cuenca de 50 500 km², similar a países como Bosnia y Herzegovina, Costa Rica o Eslovaquia. 

## Geografía
La fuente del río es el lago Attawapiskat, localizado a una altitud de 241 metros y con una superficie de 281 km². Los principales ríos que desembocan en el lago, que de este modo forman parte de la cuenca hidrográfica del río Attawapiskat, son el río Marten-Drinking, el río Otoskwin y el río Pineimuta.
Hay dos emisarios o salidas del lago Attawapiskat en el río Attawapiskat: un canal meridional y otro septentrional. El canal meridional es nombrado por el Atlas de Canadá como río Attawapiskat; el canal septentrional es nombrado por el Atlas de Canadá como el North Channel (canal del Norte), y es la vía más fácil de navegar para practicar el piragüismo. La salida del Canal Norte desde el lago Attawapiskat se encuentra en 52°11′35″N 87°28′35″O / 52.19306, -87.47639 y consta de dos cortos arroyos que desembocan en el lago Windsor. La elevación del río desciende considerablemente a lo largo de estos dos canales colectores, que descienden de las tierra más altas del Escudo Canadiense a la más plana y pantanosa Hudson Bay Lowlands. Después de una serie de rápidos, el Canal del Norte se une al río Attawapiskat (el canal sur) en 52°06′04″N 87°06′07″O / 52.10111, -87.10194 a una altitud de 210 m.
El río sigue hacia el este, y hace una curva hacia el norte en la isla Pym (52°12′20″N 86°19′28″O / 52.20556, -86.32444) a una altura sobre el nivel del mar de 174 m. El río Streatfeild (de 65 km) se le une desde la derecha (52°39′09″N 85°56′18″O / 52.65250, -85.93833), a una altitud de 148 m, y la salida al río del lago McFaulds se une por la izquierda 17 km aguas abajo, a una altitud de 139 m (52°48′10″N 85°54′45″O / 52.80278, -85.91250). Más abajo, el río se dirige luego al este, una vez más. El río Mukutei se une al Attawapiskat por la izquierda, a una altitud de 105 m (53°08′36″N 85°17′38″O / 53.14333, -85.29389), y el río Missisa se le une después por la derecha, 28 km aguas abajo, a una altitud de 98 m. (53°01′36″N 84°54′02″O / 53.02667, -84.90056).
En 52°56′32″N 83°10′10″O / 52.94222, -83.16944, a una altitud de 30 m, comienza el canal Lawashi (75 km) que deriva parte del flujo del Attawapiskat en el río Lawashi (52°50′09″N 82°14′02″O / 52.83583, -82.23389), en un punto a 8,5 km aguas arriba de dicho río en la boca de la bahía James. La desembocadura del río Lawashi está aproximadamente a 11 km al sureste de la desembocadura del Attawapiskat. Después de la ramificación del canal Lawashi, el río principal continúa al este, pasando la comunidad de Attawapiskat, 10 km aguas arriba de la boca, y desagua en la bahía de James en el estrecho Akimiski, frente a la isla Akimiski.

## Geología
A menos de 100 kilómetros de su desembocadura, el Attawapiskat ha forjado un espectacular conjunto de varias islas altas de caliza, apodado por los piragüistas Birthday Cakes (en español, «pasteles de cumpleaños»). Las formaciones son únicas de la región, y la palabra de la lengua cree pantanosa (Omushkegowuk), chat-a-wa-pis-shkag, es la que da nombre al río.
El campo de kimberlita Attawapiskat (Attawapiskat kimberlite field) está situado sobre el río.

## Economía
El Parque Provincial Río Otoskwin /Attawapiskat incluye partes del río desde el lago Attawapiskat hasta un punto justo antes de la confluencia con el río Muketei.
Desde el 26 de junio de 2008, la mina de diamantes Victor de la compañía minera De Beers, en el campo de kimberlita Attawapiskat, ha operado cerca del río (52°49′14″N 82°53′00″O / 52.82056, -82.88333), a unos 90 kilómetros al oeste de la comunidad de Attawapiskat. La mina se espera que produzca 600.000 quilates de diamantes al año.

## Tributarios
- Río Missisa (derecha)
- Río Muketei (izquierda)
- Río Streatfeild (derecha)
- Río North Channel (izquierda)
- Lago Attawapiskat (fuente)
  - Río Otoskwin
  - Río Marten-Drinking
  - Río Pineimuta